# Emiliana Salinas Navarro
Emiliana Salinas Navarro   (Belmonte de Tajo, 1946) és una treballadora del tèxtil jubilada i sindicalista madrilenya, afincada a la província de Barcelona.
Nascuda a la Comunitat de Madrid, va traslladar-se a Barcelona el 1966, on va començar a treballar en la indústria de la confecció. Va vincular-se a la Joventut Obrera Cristiana i a les Plataformes Anticapitalistes. L'any 1974, va encapçalar, junt a Isabel Urbano i Maruja Sáez, les protestes de les treballadores de l'empresa Casadesport, a Santa Coloma de Gramenet. Després d'un mes de vaga i d'un tancament a l'església del barri de Santa Rosa; la companyia va acomiadar 194 empleades, entre les que s'hi trobava Salinas.
Fora de l'àmbit laboral, va ser dirigent de l'associació de veïns del Fondo. Ja jubilada, la costurera va participar en les eleccions municipals de Santa Coloma. En 2015 va integrar les llistes de Som Gramenet, mentre que en 2019 va formar part de la candidatura d'En Comú Podem.
Emiliana Salinas va ser una de les personalitats homenatjades per l'Ajuntament de Barcelona en la campanya Ciutat de Dones, el març de 2023.